# 长蕊石头花
长蕊石头花（学名：Gypsophila oldhamiana）是石竹科石头花属的植物。分布于朝鲜以及中国大陆的山东、江苏、山西、辽宁、河南、陕西、河北等地，生长于海拔10米至2,000米的地区，常生长在灌丛、山坡草地、沙滩乱石间或海滨沙地，目前尚未由人工引种栽培。

## 别名
霞草（中山植物园栽培植物名录） 长蕊丝石竹（东北草本植物志）

## 外部連結
- 霞草山銀胡 Xia Cao Shan Yin Hu （页面存档备份，存于） 中藥標本數據庫 (香港浸會大學中醫藥學院) （繁體中文）（英文）